# Bali Agung
Bali Agung is een bestuurslaag in het regentschap Lampung Selatan van de provincie Lampung, Indonesië. Bali Agung telt 3003 inwoners (volkstelling 2010).